# Friedrich Bernard Hubert Freiherr von Korff
Friedrich Bernard Hubert Freiherr von Korff (geboren am 2. Februar 1865 in Wesel; gestorben am 8. März 1928 in Kassel) war ein deutscher Verwaltungsbeamter, Polizeipräsident und Landrat.

## Leben und Beruf
Nach dem Schulbesuch absolvierte Korff zunächst von 1884 bis 1898 eine Offizierslaufbahn, anschließend ein Studium der Rechtswissenschaften an der Universität Bonn. Seine Referendariatszeit verbrachte er an den Landgerichten Köln und Bonn sowie beim Amtsgericht Königswinter. Ab 1904 war von Korff zunächst als Regierungsreferendar bei den Regierungen in Köln und Potsdam beschäftigt, anschließend ab Januar 1907 als Regierungsassessor beim Landratsamt Lauenburg.
Ab 5. Juni 1907 zunächst kommissarisch eingesetzt, wurde er nach seiner Wahl am 18. Dezember 1907 am 12. Februar 1908 auch offiziell zum Landrat des Kreises Malmedy – heute zu Ostbelgien gehörend – ernannt. Dieses Amt hatte er bis zum 10. Januar 1920 inne, als das Gebiet infolge des Versailler Vertrages an Belgien abgetreten wurde.
Ab Februar 1920 war von Korff als Nachfolger von Karl von Hammacher Polizeipräsident von Aachen. Anfang 1923 wurde er gemeinsam mit dem Aachener Regierungspräsidenten Wilhelm Rombach sowie dem Regierungsvizepräsidenten Robert von Görschen auf Grund passiven Widerstandes gegen die oberste Behörde der zu diesem Zeitpunkt von Franzosen und Belgiern besetzten linksrheinischen Gebiete – der „Interalliierten Rheinlandkommission“ – gefangen genommen. Am 23. Januar 1923 wurden sie freigelassen, allerdings mit der Auflage diese Gebiete nicht mehr zu betreten.
In den Jahren 1924 und 1925 war von Korff Leiter der Polizei in Bielefeld, ab dem 14. März 1925 Polizeipräsident in Kassel. Dort verstarb er 1928 im Amt.

## Sonstiges

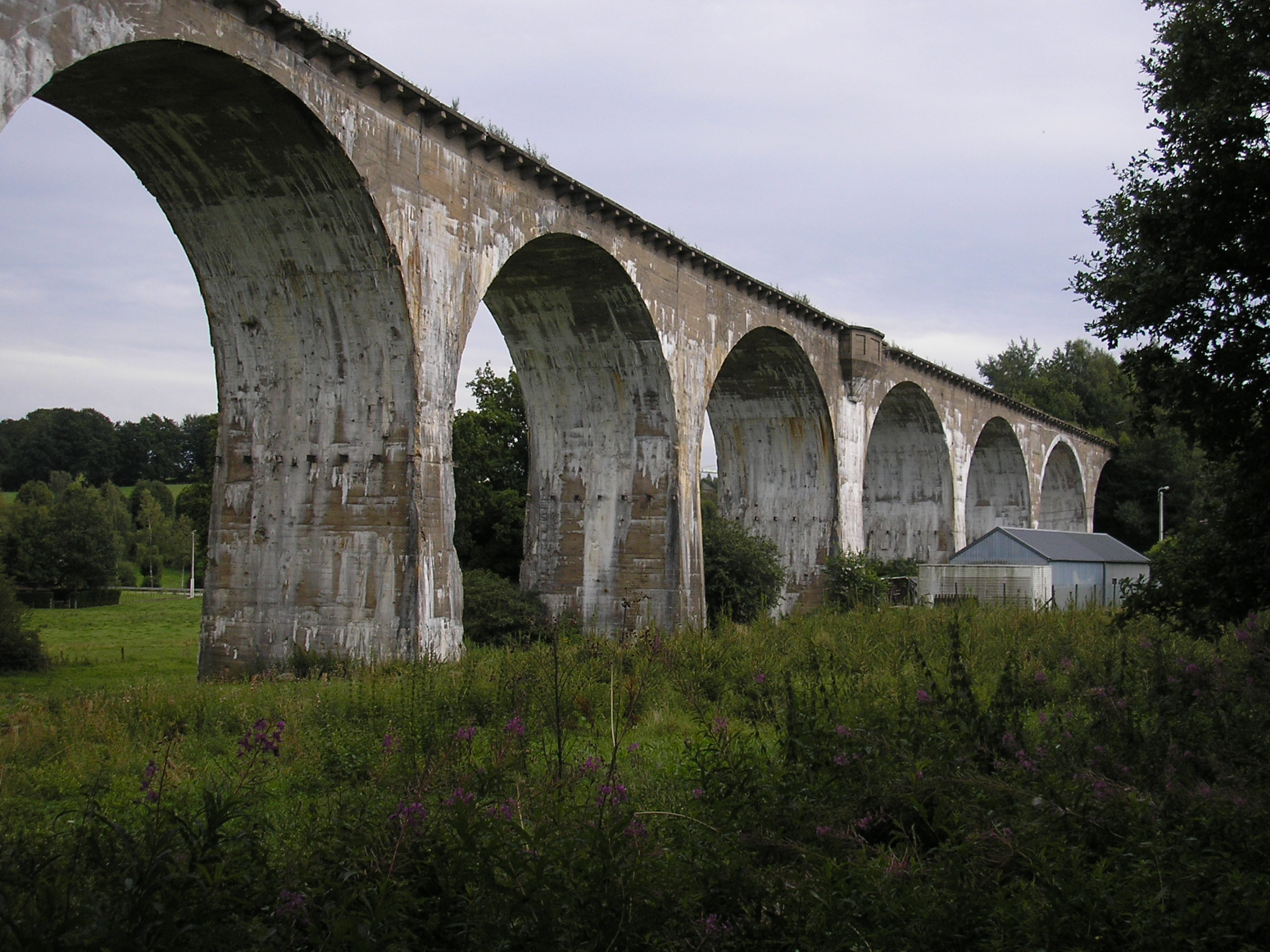
Freiherr von Korff-Brücke, Born

Während seiner Amtszeit wurde im Kreis Malmedy die Strategische Eisenbahnstrecke von Born nach Vielsalm gebaut. Die Strecke zweigt in Born mittels eines Überwerfungsbauwerkes über die Vennbahn von dieser ab. Dieser 1916 erbaute und 285 m lange Viadukt wurde nach von Korff benannt.